# Tsukiji (métro de Tokyo)
Tsukiji (築地駅, Tsukiji-eki) est une station du métro de Tokyo sur la ligne Hibiya dans l'arrondissement de Chūō à Tokyo. Elle est exploitée par le Tokyo Metro.

## Situation sur le réseau
La station Tsukiji est située au point kilométrique (PK) 9,6 de la ligne Hibiya.

## Histoire
La station a été inaugurée le 28 février 1963.

## Services aux voyageurs

### Accès et accueil
La station est ouverte tous les jours. Elle se compose de 2 voies encadrées par 2 quais latéraux.
En moyenne, 74 029 voyageurs ont fréquenté quotidiennement la station en 2015.

### Desserte
- Ligne Hibiya :
  - voie 1 : direction Naka-Meguro
  - voie 2 : direction Kita-Senju (interconnexion avec la ligne Tōbu Skytree pour Kuki et Minami-Kurihashi)

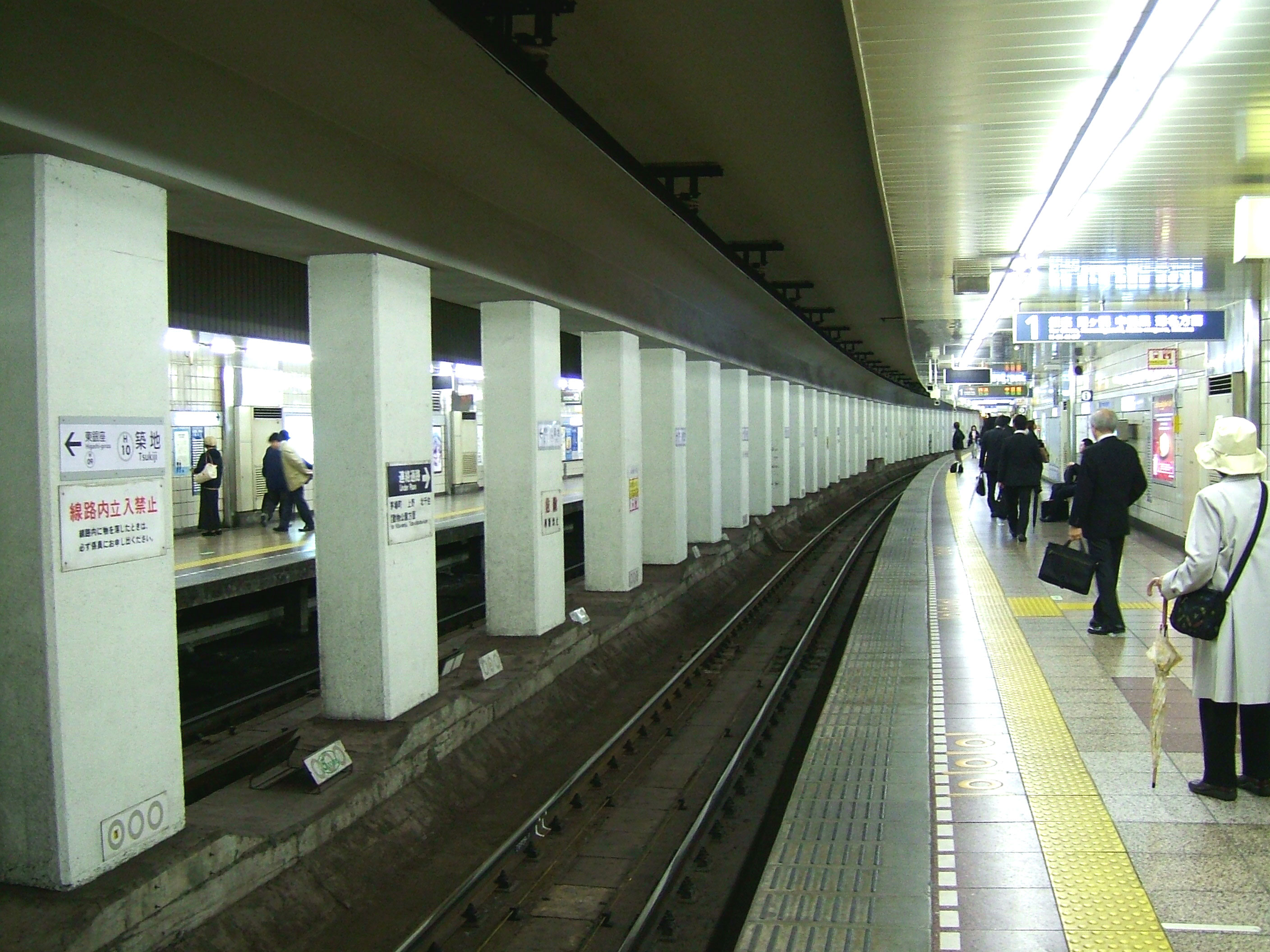
Quais de la ligne Hibiya

## A proximité
- Marché aux poissons de Tsukiji (fermé en 2018)
- Tsukiji Hongan-ji